# Saint-Martin-du-Mont (Saône-et-Loire)
Saint-Martin-du-Mont é uma comuna francesa na região administrativa de Borgonha-Franco-Condado, no departamento de Saône-et-Loire. Estende-se por uma área de 5,26 km². Em 2010 a comuna tinha 203 habitantes (densidade: 38,6 hab./km²).